# 무중심군
군론에서, 무중심군(無中心群, 영어: centerless/centreless group)은 그 중심이 자명군인 군이다. 완비군(完備群, 영어: complete group)은 내부 자기 동형만을 갖는 무중심군이다.

## 정의
군 {\displaystyle G}의 중심 {\displaystyle \operatorname {Z} (G)}이 자명군이라면, {\displaystyle G}를 무중심군이라고 한다. 군 {\displaystyle G}가 무중심군이며, 모든 자기 동형이 내부 자기 동형이라면, {\displaystyle G}를 완비군이라고 한다.

## 성질
군 {\displaystyle G}에 대하여, 그 자기 동형군으로의 자연스러운 군 준동형
{\displaystyle G\to \operatorname {Aut} (G)}
{\displaystyle g\mapsto (h\mapsto ghg^{-1})}
을 생각하자. 이 군 준동형의 핵은 중심 {\displaystyle \operatorname {Z} (G)}이며, 상은 내부 자기 동형군 {\displaystyle \operatorname {Inn} (G)}이다. 따라서, 무중심군은 위 군 준동형이 단사 함수가 되어, {\displaystyle G}가 그 자기 동형군의 부분군과 자연스럽게 동형인 조건과 같다. 완비군은 위 군 준동형이 전단사 함수가 되어, {\displaystyle G}가 그 자기 동형군과 자연스럽게 동형인 조건과 같다. (내부 자기 동형에 의하지 않은 동형이 존재할 수 있으므로, 전자는 자기 동형군의 부분군과 동형인 것보다 강한 조건이며, 후자는 자기 동형군과 동형인 조건보다 더 강하다.)

### 자기 동형탑
임의의 무중심군 {\displaystyle G}의 자기 동형군 {\displaystyle \operatorname {Aut} (G)}는 무중심군이다. 따라서, {\displaystyle G}의 자기 동형탑
{\displaystyle G\vartriangleleft \operatorname {Aut} (G)\vartriangleleft \operatorname {Aut} (\operatorname {Aut} (G))\vartriangleleft \dotsb \vartriangleleft \operatorname {Aut} ^{\omega }(G)\vartriangleleft \operatorname {Aut} ^{\omega +1}(G)\vartriangleleft \dotsb }
은 일련의 (정규) 부분군들의 열이다. 임의의 무중심 유한군의 자기 동형탑은 어떤 유한한 시점부터 커지는 것을 멈춘다. 이는 헬무트 빌란트(독일어: Helmut Wielandt)가 1939년에 증명하였다.:163 무한 기수 {\displaystyle \kappa }가 주어졌을 때, 임의의 크기 {\displaystyle \kappa }의 무중심군의 자기 동형탑은 {\displaystyle (2^{\kappa })^{+}} 미만의 어떤 시점부터 커지는 것을 멈춘다.

### 위상수학적 성질
임의의 무중심군 {\displaystyle G}의 자기 동형군 {\displaystyle \operatorname {Aut} (G)}는 유일한 폴란드 군 구조를 갖는다.

## 예
{\displaystyle n}차 대칭군 {\displaystyle \operatorname {Sym} (n)}이 완비군일 필요충분조건은 {\displaystyle n\neq 2,6}이다.

## 참고 문헌
1. ↑  Rotman, Joseph J. (1995). 《An Introduction to the Theory of Groups》. Graduate Texts in Mathematics 4판. New York: Springer. doi:10.1007/978-1-4612-8686-8. ISBN 978-1-4612-8686-8.